# (35024) 1981 EV14
1981 EV14 (asteroide 35024) é um asteroide da cintura principal. Possui uma excentricidade de 0.12288950 e uma inclinação de 4.62289º.
Este asteroide foi descoberto no dia 1 de março de 1981 por Schelte J. Bus em Siding Spring.